# Twinspan
Twinspan (Two-Way-INdicator-SPecies-ANalysis) ist eine verbreitete Software zur Analyse von Vegetationsaufnahmen. Twinspan wurde 1979 von M.O. Hill, Sektion für Ökologie und Systematik der Cornell University, als FORTRAN-Programm geschrieben und veröffentlicht.
Vegetationsaufnahmen bestehen in der Regel aus Artenlisten, denen Angaben zum Vorkommen oder zur Häufigkeit des Vorkommens der Arten (Abundanz, Deckung) zugeordnet sind. Für die vegetationswissenschaftliche Analyse werden mehrere solcher Artenlisten gleichzeitig betrachtet. Dadurch ergibt sich eine multivariate Datenstruktur, da nun auch die einzelnen Aufnahmen danach untersucht werden können, welche Arten auftreten. Bezeichnet man die Aufnahmen abstrakt als „Individuen“ und die Angaben zu dem Artenvorkommen als Eigenschaften (oder Attribute) der Individuen, so erzeugt Twinspan eine zweidimensionale Klassifikation des gesamten Datensatzes der Individuen und Attribute. Twinspan leistet damit im Wesentlichen die Transformation der pflanzensoziologischen Rohtabelle in die Reintabelle auf algorithmisch streng nachvollziehbare Weise. Twinspan war die erste derartige Software.
In Zusammenarbeit mit dem Centre for Ecology and Hydrology der University of South Bohemia wurde eine Windows-Version erstellt.
Eine Erweiterung von Twinspan ist COINSPAN (COnstrained-INdicator-SPecies-ANalysis). COINSPAN bietet zusätzliche Analysemöglichkeiten zur Klassifikation der Vegetation (Canonical Correspondence Analysis).